# Orden 23. August 1944 (1959)

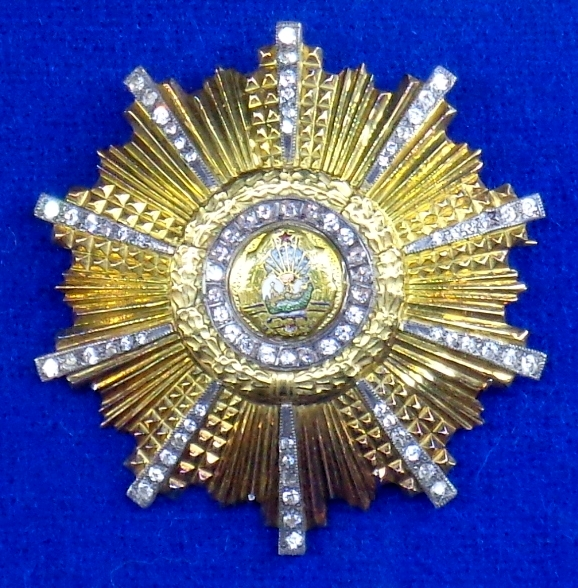
Orden 23. August I. Klasse

Der Orden 23. August (rumänisch Ordinul 23 August) wurde mit Dekret Nr. 190 am 3. Juni 1959 in fünf Klassen gestiftet und sollte an den Sturz des Diktators Marschall Ion Antonescu am 23. August 1944 durch König Mihai I. von Rumänien erinnern.
Die ersten Verleihungen erhielten Personen, die sich am Putsch beteiligt hatten. Später wurde der Orden dann für Verdienste um die Arbeiterklasse und die Streitkräfte des Landes verliehen.
Das Ordenszeichen der I. und II. Klasse ist ein 10-strahliger Stern mit Winkelstreifen. Mittig von einem Eichenblattring umschlossen das vergoldete Medaillon mit dem farbig emaillierten Staatswappen. Die III. bis V. Klasse wurde am Band getragen und sind der Reihenfolge nach Gold, Silber und Bronze.